# Alfonsín Quintana
Idelfonso Quintana Fabelo (Alfonsín Quintana; * 23. Januar 1923 in Havanna; † 3. März 2018 ebenda) war ein kubanischer Sänger.

## Leben und Wirken
Quintana besuchte das Colegio de Atarés, setzte seine Ausbildung bei der Asociación de Dependientes del Comercio fort und arbeitete als Bürokraft eines Möbelhauses. 1938 empfahl ihn der Pianist Neno González dem Septett Jóvenes del Cayo, dessen Leitung er als Nachfolger von Miguelito Valdés übernahm. 1940 engagierte ihn der Radiosender C.O.C.O. als Sänger für Auftritte mit den Orchestern von Joseíto Valdés und Cheo Belén Puig. In den 1950er Jahren nahm er Musikunterricht bei Odilio Urfé und trat gelegentlich im Radio mit dem Orchester Sensación auf.
1958 gründete er mit Benny Moré den Nachtclub Alí Bar, wo er gemeinsam mit diesem auftrat. Daneben arbeitete er bis 1963 weiter als Leiter und Sänger mit den Jóvenes del Cayo zusammen; danach verfolgte er eine Laufbahn als Solist. 1964 gründete er eine eigene Gruppe namens Alfonsín Quintana y su grupo, mit der er u. a. im Cabaret del Turquino, im Tropicana, im Internacional und dem Casino Parisién auftrat und Aufnahmen bei den Labels Coda, Landia, Seeco, Ansonia, Panart, Puchito und RCA Victor einspielte. International trat Quintana u. a. in Panama, Kolumbien und den USA auf. 2011 wurde er als Sänger von Edesio Alejandros Projekt Los cien sones für einen Latin Grammy nominiert.